# Eamonn Coghlan
Eamonn Coghlan (nacido el 21 de noviembre de 1952 en Drimnagh, Dublín (Irlanda) fue un atleta irlandés especialista en pruebas de mediofondo (1.500 y 5.000). Logró la medalla de oro en la prueba de 5.000 m en los Campeonatos del Mundo de Atletismo de 1983. 

## Inicios
Su primer club fue el Celtic Athletic Club posteriormente paso al Metropolitan Harriers Club donde en 1971 logró los títulos de Irlanda de 1.500 m y 5.000 m. Ese mismo año la Universidad Villanova (Estados Unidos) le ofreció una beca, en esta Universidad conoció al entrenador Jumbo Elliott.

## Carrera profesional
Eamonn Coghlan desarrolló la mayor parte de su carrera deportiva en los Estados Unidos donde despuntó en las pruebas "indoor". Entre 1974 y 1987 logró 52 victorias en 70 carreras celebradas bajo techo.
En 1979 batió por dos veces el récord de la milla bajo techo. Este éxito se repetiría en 1981 batiendo otra vez el récord de la milla y por primera vez el de los 1.500 m, siempre bajo techo. Curiosamente sus éxitos al aire libre no fueron tan cuantiosos y tan solo pudo ser 4º en los 1.500 m de los Juegos Olímpicos de Montreal y medalla de Plata en los Campeonatos de Europa de 1978 en Praga. Poco a poco fue orientando su carrera hacia la prueba de los 5.000 m, en una época en la que los 1.500 m contaban con grandes figuras mundiales (Sebastian Coe, Steve Ovett, Steve Cram, Saïd Aouita). En 1982 una seria lesión en el tendón de Aquiles estuvo a punto de terminar con su carrera pero se recuperó a tiempo de lograr su mayor éxito profesional al obtener la medalla de oro en los Campeonatos del Mundo de Atletismo de 1983 celebrados en la ciudad de Helsinki. Eamonn continuó corriendo hasta una edad madura convirtiéndose en 1994 en la primera persona mayor de 40 años (contaba con 41)en romper la barrera de los cuatro minutos en la milla bajo techo (3.58.15).

## Records Mundiales
- Milla Indoor : 3 veces (3.55.00 - 3.52.06- 3.49.78)
- 1.500 m Indoor: 1 vez (3.35.6)

## Marcas Personales
| - 800 m Aire libre: 1:47.78 - 1500 m Aire Libre :3:36.2 - 1500 m Indoor:3:35.6h - Milla Aire Libre :3:51.59 - Milla Indoor: 3:49.78 - 2000 m Aire Libre :4:57.66 - 2000 m Indoor :4:54.07 | - 3000 m Aire Libre : 7:37.60 - 3000 m Indoor: 7:48.7h - 2 Millas Aire Libre :8:25.8h - 2 Millas Indoor 8:20.84 - 5.000 m Aire Libre: 13:19.13 - 10000 m Aire Libre: 28:19.3h |

- Datos: Q734425